# 요시와라촌 (가가와현)
요시와라촌(일본어: 吉原村)은 일본 가가와현 나카타도군에 있던 촌이다.

## 역사
- 1890년 2월 15일 - 정촌제 시행에 수반해 요시와라촌, 히도노촌이 합병해 요시와라촌이 성립하였다.
- 1899년 4월 1일 - 다도군 나카군과 합병해 나카타도군이 되었다.
- 1954년 3월 31일 - 젠쓰지정, 요기타촌, 후데오카촌, 다쓰가와촌과 합병 시로 승격해 젠쓰지시가 되어 소멸하였다.

## 참고 문헌
- 角川日本地名大辞典編纂委員会, 『角川日本地名大辞典 43 香川県』, 1985, 角川書店
- 香川県仲多度郡 編『仲多度郡史』仲多度郡善通寺町、1918年1月15日。doi:10.11501/1085743。 NCID BN10791123。OCLC 56038456。
- 四国新聞社 編『香川年鑑』 昭和29年、四国新聞社、高松市、1953年10月20日。doi:10.11501/2940066。 NCID BB10788678。OCLC 673819408。